# Daisy Curwen
Daisy Curwen (Liverpool, Merseyside, 6 de desembre de 1889 – ?) va ser una nadadora anglesa que va competir als Jocs Olímpics d'Estiu de 1912, on disputà els 100 metres lliures del programa de natació. Curwen guanyà el dret a disputar la final, després de vèncer en la primera sèrie i quedar segona en la semifinal, però un atac d'apendicitis ho impedí.
Entre el 29 de setembre de 1911 i el 9 de juliol 1912 va posseir el rècord del món dels 100 metres lliures.